# Blaine (Maine)
Blaine ist eine Town im Aroostook County des Bundesstaates Maine in den Vereinigten Staaten. Im Jahr 2020 lebten dort 667 Einwohner in 325 Haushalten auf einer Fläche von 48,0 km².

## Geographie
Nach dem United States Census Bureau hat Blaine eine Gesamtfläche von 48,30 km², von der 48,17 km² Land sind und 0,13 km² aus Gewässern bestehen.

### Geographische Lage
Blaine liegt im Osten des Aroostook County nahe der kanadischen Grenze. Sie ist der südliche Teil der Doppelstadt Mars Hill-Blaine. Der Oromocto River verläuft zentral in südöstliche Richtung durch die Town. Er mündet in den Saint John River. Die Oberfläche der Town ist eben, ohne größere Erhebungen. Es gibt nur kleinere Seen auf dem Gebiet der Town.

### Nachbargemeinden
Alle Entfernungen sind als Luftlinien zwischen den offiziellen Koordinaten der Orte aus der Volkszählung 2010 angegeben.
- Norden: Mars Hill, 3,1 km
- Osten: Wicklow Parish, Carleton County, Kanada, 26,4 km
- Süden: Bridgewater, 3,1 km
- Westen: Unorganized Territory von Central Aroostook, 41,1 km

### Stadtgliederung
In Blaine gibt es drei Siedlungsgebiete: Blaine, Mill Pond (ehemalige Eisenbahnstation) und Robinsons.

### Klima
Die mittlere Durchschnittstemperatur in Blaine liegt zwischen −11,7 °C (11° Fahrenheit) im Januar und 18,3 °C (65° Fahrenheit) im Juli. Damit ist der Ort gegenüber dem langjährigen Mittel der USA um etwa 10 Grad kühler. Die Schneefälle zwischen Oktober und Mai liegen mit über fünfeinhalb Metern knapp doppelt so hoch wie die mittlere Schneehöhe in den USA, die tägliche Sonnenscheindauer liegt am unteren Rand des Wertespektrums der USA.

## Geschichte
Zunächst gehörte die Hälfte des Gebiets zur Plantation Bridgewater. Als diese 1858 zur Town erhoben wurde, gründete sich Blaine, zunächst unter dem Namen Letter B, Range One als Plantation. Mit der Errichtung eines Postamtes wurde der Name 1860 in Alva geändert. Sie wurde am 10. Februar 1874 zur Town erhoben und der Name zu Ehren von James G. Blaine in Blaine geändert.

### Einwohnerentwicklung
| Volkszählungsergebnisse – Town of Blaine, Maine | Volkszählungsergebnisse – Town of Blaine, Maine | Volkszählungsergebnisse – Town of Blaine, Maine | Volkszählungsergebnisse – Town of Blaine, Maine | Volkszählungsergebnisse – Town of Blaine, Maine | Volkszählungsergebnisse – Town of Blaine, Maine | Volkszählungsergebnisse – Town of Blaine, Maine | Volkszählungsergebnisse – Town of Blaine, Maine | Volkszählungsergebnisse – Town of Blaine, Maine | Volkszählungsergebnisse – Town of Blaine, Maine | Volkszählungsergebnisse – Town of Blaine, Maine |
| Jahr                                            | 1800                                            | 1810                                            | 1820                                            | 1830                                            | 1840                                            | 1850                                            | 1860                                            | 1870                                            | 1880                                            | 1890                                            |
| ----------------------------------------------- | ----------------------------------------------- | ----------------------------------------------- | ----------------------------------------------- | ----------------------------------------------- | ----------------------------------------------- | ----------------------------------------------- | ----------------------------------------------- | ----------------------------------------------- | ----------------------------------------------- | ----------------------------------------------- |
| Einwohner                                       |                                                 |                                                 |                                                 |                                                 |                                                 |                                                 |                                                 |                                                 | 646                                             | 784                                             |
| Jahr                                            | 1900                                            | 1910                                            | 1920                                            | 1930                                            | 1940                                            | 1950                                            | 1960                                            | 1970                                            | 1980                                            | 1990                                            |
| Einwohner                                       | 954                                             | 1013                                            | 1117                                            | 1061                                            | 1049                                            | 1118                                            | 945                                             | 903                                             | 922                                             | 784                                             |
| Jahr                                            | 2000                                            | 2010                                            | 2020                                            | 2030                                            | 2040                                            | 2050                                            | 2060                                            | 2070                                            | 2080                                            | 2090                                            |
| Einwohner                                       | 806                                             | 726                                             | 667                                             |                                                 |                                                 |                                                 |                                                 |                                                 |                                                 |                                                 |

## Wirtschaft und Infrastruktur

### Verkehr
Durch Blaine führt der U.S. Highway 1, der sich nach Norden in Richtung Fort Fairfield und Presque Isle und nach Süden in Richtung Houlton fortsetzt. Blaine selbst hatte keinen Eisenbahnanschluss, aber in der Nachbarstadt Mars Hill befand sich ein Personenbahnhof. Die hier vorbeiführende Bahnstrecke Brownville–Saint-Leonard ist jedoch stillgelegt. Der nächstgelegene Flughafen mit Linienflugangebot befindet sich in Presque Isle.

### Öffentliche Einrichtungen
Blaine besitzt keine eigene Bücherei. In dem nördlichen Teil der Doppelstadt Mars-Hill befindet sich die WTA Hansen Memorial Library.
Es gibt in Blaine kein Krankenhaus oder eine andere medizinische Einrichtung. Das nächstgelegene Krankenhaus für die Bewohner der Town findet sich in Presque Isle.

### Bildung
Blaine gehört mit Mars Hill und dem nicht mehr eigenständigem E-Township zum Maine School Administrative District #42
In Mars-Hill werden folgende Schulen angeboten:
- Fort Street Elementary School
- Central Aroostook Jr.-Sr. High School

## Persönlichkeiten

### Söhne und Töchter der Stadt
- Benjamin Calvin Bubar, Jr. (1917–1995), Politiker